# Чжэнь Луань

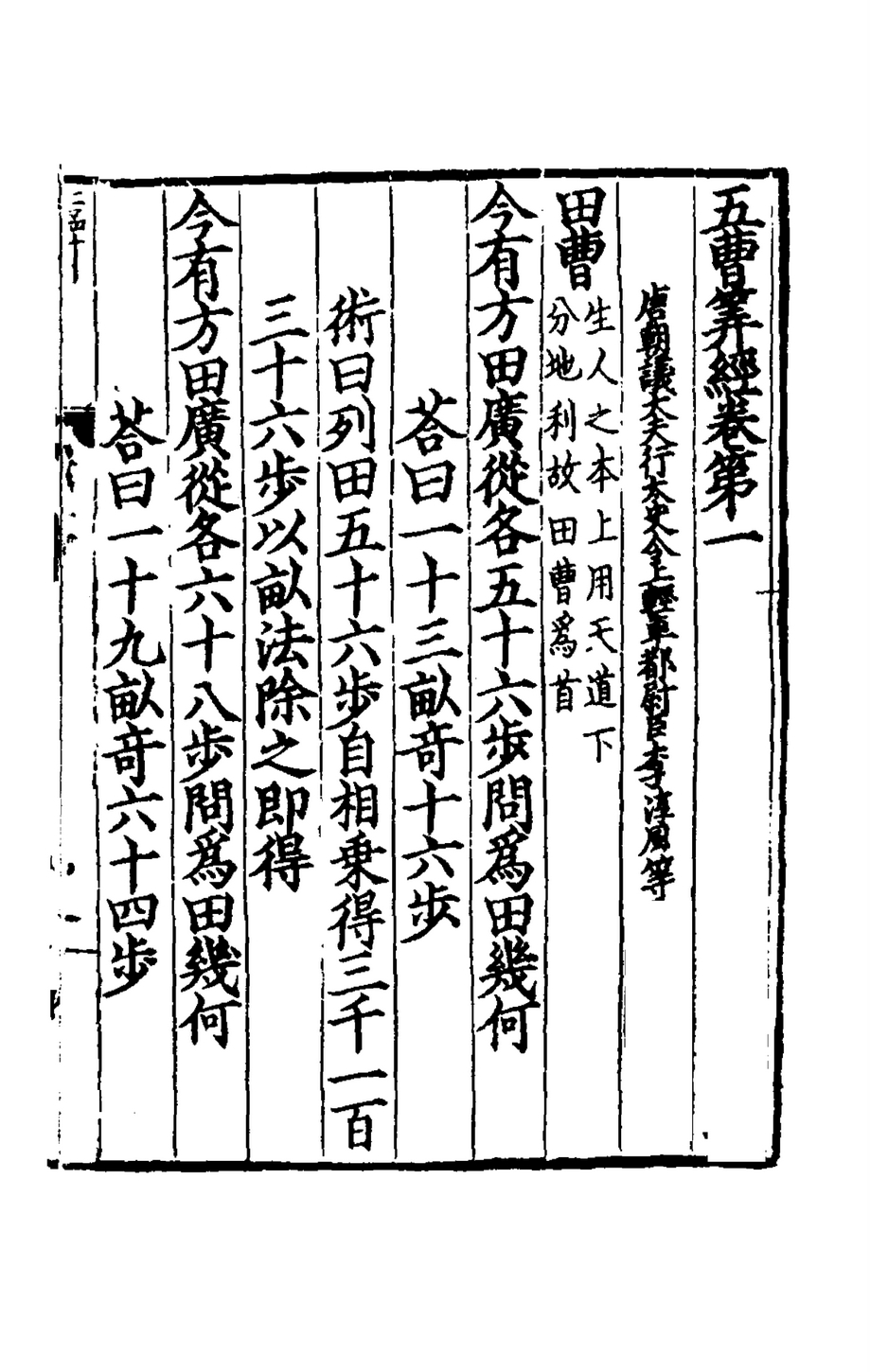
Счётный канон пяти ведомств

Чжэнь Луань (甄鸞, 535 год — 566 год) — китайский учёный.
Учёный-энциклопедист, математик, астроном, знаток календаря и канонической литературы времён династии Северная Чжоу.
Один из составителей и комментаторов сборника математической классики для официального обучения и государственных экзаменов — «Десятикнижья» («Суань цзин ши шу»).

## Биография
Родился в 535 году в городе Уцзи в Чжуншань (современный Уцзи провинции Хэбэй). При династии Северная Чжоу был инспектором столичной области, впоследствии получил назначение руководителя области Ханьчжунцзюнь. После этого становится придворным астрономом и создателем нового календаря Небесной гармонии (Тяньхели), внедрённого в первый год эры Небесной гармонии.

## Научная деятельность

### Математика
Главное произведение Чжэнь Луана — «Уцзин суаньшу» («Правила счёта в „Пяти канонах“» или «Искусство счёта в Пятикнижье») — вошло в «Суань цзин ши шу» («Десятикнижье») и построено как комментарий к цитатам из конфуцианских канонов, имеющих тот или иной математический смысл. Из «Шуцзин» и «Чуньцю» взяты календарно-астрономические данные. В раздела «Си цы чжуань» («Предание привязанных афоризмов») «Чжоу и» рассматриваются суммы «небесных» (тянь, нечётных) и «земных» (чётных) чисел в пределах десяти и числовые закономерности процедуры гадания, в которой построение гексаграмма (гуа) строится в виде пересчёта стеблей дерева. Комментарий к «Лунь юю» касается расчёта налога, а в «И ли» («Церемониальность и благопристойность») — раскрой траурной одежды из пеньки с помощью прогрессии: {\displaystyle 9}, {\displaystyle 7{\frac {1}{5}}}, {\displaystyle 5{\frac {19}{25}}}, {\displaystyle 4{\frac {76}{125}}}, {\displaystyle 3{\frac {429}{625}}}, эквивалентной: {\displaystyle a}, {\displaystyle {\frac {4}{5}}a}, {\displaystyle \left({\frac {4}{5}}\right)^{2}a}, {\displaystyle \left({\frac {4}{5}}\right)^{3}a}, {\displaystyle \left({\frac {4}{5}}\right)^{4}a}. 
Для исчисления покрытия повозок применён китайский аналог теоремы Пифагора: метод гоугу («крюк и ребро» — меньший и больший катеты) представлен тройкой Пифагора — номера 3, 4, 5, названные «естественными коэффициентами» (цзижань чжилюй).
Чжэнь Луань также написал труд «Уцао суаньцзин» («Счётный канон пяти ведомств»), состоявший из 5 цзюаней.

### Астрономия
Предоставил описание трёх систем номинации разрядов[прояснить] для обозначения больших чисел. В метоновом цикле ({\displaystyle 19} лет по {\displaystyle 365{\frac {1}{4}}} суток = {\displaystyle 235} месяцев по {\displaystyle 29{\frac {499}{940}}} суток) вместо вставки по одному месяцу в семилетье предложил вводить ежегодно по {\displaystyle 10{\frac {827}{940}}} суток. Специально календарю Чжэнь Луань посвятил произведение «Цияо лисуань» («Календарный расчёт семи светил») и «Цияо беньцили» («Календарь исходного появления семи светил»).